# Камень-на-Оби
Ка́мень-на-Оби́ (до 1933 года — Ка́мень) — город на северо-западе Алтайского края РФ. Административный центр Каменского района. Население 32 385 чел. (2021). Вместе со станцией Плотинная образует городское поселение город Камень-на-Оби.

## География
Город расположен в лесостепной зоне Западно-Сибирской равнины, на севере Приобского плато, на левом берегу Оби, чуть выше начала Новосибирского водохранилища. Расстояние до Барнаула — 207 км.

### Часовой пояс
Город Камень-на-Оби находится в часовой зоне МСК+4. Смещение применяемого времени относительно UTC составляет +7:00.

## История

### Дореволюционный период
Датой основания поселения считается 1751 год. Ранее датой основания считался 1670 год, однако, в 2000 году было проведено научное исследование, в ходе которого выяснилось, что датой основания деревни Камень является 1751 год. Название имеет буквальное объяснение: деревня названа так из-за выхода на поверхность земли близ неё скальной породы отрога Салаирского кряжа.
На подробной карте Колывано-Вознесенской горной округи 1816 года деревня называется Каменка.
На Генеральной карте западной Сибири 1848 года  деревня подписана Каменка (Буксилова).
На карте Томской губернии в атласе Ильина (1871)  деревня называется Куксилово.
На карте Карта губерний и областей Российской Империи вдоль Сибирской железной дороги (1893 г.)  деревня называется Кательнарская (Камень).
С 1886 года — село. Оно образовалось при слиянии нескольких более мелких поселений, расположенных по соседству.
Выгодное географическое местоположение и наличие пристани обусловило экономическое развитие села. К концу XIX века село Камень было крупным торговым селом Барнаульского уезда Томской губернии, становится (до 1925) центром Каменской волости. Местными купцами были налажены экономические торговые связи с российскими и европейскими предприятиями. Основным товаром продажи в то время было зерно. Наиболее крупными поставщиками пшеницы были местные купцы Винокуров и Фальков. В 1912 году по оборотам торговли село Камень занимало 4-е место в Томской губернии, после Томска, Новониколаевска и Барнаула. Также в городе и уезде существовала кустарная промышленность: кожевенные заводы, маслобойки, мельницы и другие малые предприятия по переработке сельскохозяйственного сырья. В уезде имелось около 200 маслодельных артелей, много частных маслозаводов и ссыпных хлебных пунктов. Рабочая сила, представленная безземельными крестьянами-переселенцами из Центральной России, была необычайно дешёвой.
После строительства Транссибирской магистрали в Новониколаевске (ныне Новосибирск) значение водного транспорта снизилось и экономическая роль села в регионе стала постепенно угасать. Однако железнодорожный транспорт не получил столь быстрого развития и село оставалось крупным перевалочным пунктом зерна. 10(23) мая 1915 года селу Камню был присвоен статус города, к 1917 году здесь насчитывалось 15 тысяч жителей.

### Камень во время Октябрьской революции
Особенностью политического развития города в 1917 году была гегемония большевиков, которые одними из первых в Сибири выделились в отдельную от меньшевиков парторганизацию и взяли власть в городе мирным путём. Власть к Советам перешла в конце декабря 1917 года. Исполком Совета принял название «уездный совнарком». Игнатий Владимирович Громов (Мамонов) был выбран председателем Каменского уездного Совета. После установления Советской власти в городе открывается Народный дом, в волостных селах — клубы, а в деревнях — избы-читальни. Совет национализировал несколько домов крупных домовладельцев и отдал их под школы. С целью финансирования народного образования, а также борьбы с контрреволюцией, на местную буржуазию была наложена контрибуция в размере 3 млн рублей (из которых собрать удалось около 2 млн.).
По предложению избранных в Совет анархистов обсуждался вопрос о создании Каменской уездной федеративной республики. Местные анархисты хотели добиться независимости от губернии, чтобы не поставлять продовольствие для центра.
В феврале — марте 1918 года в Камне и его уезде вспыхнул контрреволюционный мятеж, который возглавил начальник уездной милиции бывший поручик Самойлов. Мятежники убивали большевиков, советских активистов, громили советские учреждения. На ликвидацию мятежа прибыли красногвардейские отряды из Барнаула и Новониколаевска. Барнаульский отряд красногвардейцев-железнодорожников численностью до 150 штыков возглавляли И. М. Царицын и М. А. Фомин. В результате мятеж был подавлен, более того, Советы появились и в тех сёлах уезда, где ранее они не существовали.
К маю 1918 года красногвардейский отряд Камня насчитывал около 300 бойцов, но основные его силы были направлены в Забайкалье против банд атамана Семёнова. К моменту восстания белочехов каменские большевики были практически безоружны. 9 июня 1918 года город был взят без боя белогвардейцами, прибывшими на пароходе из Новониколаевска. Для ведения подпольной работы в городе осталось 8 большевиков.
С августа 1919 года Камень стал фактически прифронтовым городом. В селе Усть-Мосиха началось крестьянское восстание, организованное местным учителем, большевиком А. Н. Даниловым. 29 августа 1919 года партизанский отряд Игнатия Громова на несколько часов занял город. Эта акция преследовала не столько военные, сколько политические цели: показать возросшую мощь пробольшевистски настроенных партизан. Во второй половине дня в город вернулись белые, опиравшиеся на полторы тысячи поляков, с двумя пароходами, двумя пушками и пулемётами. Красные партизаны и крестьяне отступили, захватив 400 винтовок, разграбив склады с боеприпасами, обмундированием, мануфактурой и кожевенными товарами. Красные освободили около пятисот пленных венгров, из которых была сформирована рота красных мадьяр под командованием Макса Ламберга.
Советская власть в городе была восстановлена 28 ноября 1919 года занявшими Камень партизанскими отрядами и частями регулярной Красной армии.

### Советский период и наше время

Комплексная зерносушилка, находившаяся рядом с зернохранилищем «Мастодонт»

В 1930 году по проекту и под руководством Ю. В. Кондратюка было построено уникальное сооружение «Мастодонт» — самое крупное деревянное зернохранилище в мире на 13 000 тонн. Данное сооружение было построено без единого гвоздя. В середине 1990-х годов «Мастодонт» получил серьёзные повреждения во время крупного пожара и впоследствии был разрушен.
С 10 апреля 1933 года город носит современное название — Камень-на-Оби.
Во время Великой Отечественной войны в Камень-на-Оби были эвакуированы некоторые предприятия и учреждения: в частности, Воронежский сельскохозяйственный институт и Барнаульский педагогический институт.
В послевоенные годы Камень развивался как центр сельского хозяйства региона. Так в начале 1960-х годов была введена в эксплуатацию Среднесибирская магистраль Западно-Сибирской железной дороги, что позволило наладить устойчивое транспортное сообщение с крупными городами Сибири. C 1973 по 1983 год строится Кулундинский магистральный канал, предназначенный для орошения сельскохозяйственных земель засушливой степной зоны Алтайского края. В 1977 году были введены в эксплуатацию головная насосная станция и головной участок, начинавшийся в Камне-на-Оби. В 1979 году закончилось строительство самого крупного элеватора за Уралом.
До 2015 года был городом краевого значения; преобразован в город районного значения.

## Население
| 1917    | 1920    | 1923    | 1926    | 1929    | 1931    | 1959    | 1967    | 1970    | 1979    |
| ------- | ------- | ------- | ------- | ------- | ------- | ------- | ------- | ------- | ------- |
| 14 481  | ↗17 310 | ↗19 905 | ↗22 982 | ↗25 390 | ↘22 800 | ↗30 135 | ↗35 000 | ↗35 604 | ↗40 018 |
| 1989    | 1992    | 1996    | 1998    | 2000    | 2001    | 2002    | 2005    | 2006    | 2007    |
| ↗42 483 | ↗43 300 | ↗44 800 | ↘43 300 | ↘43 200 | ↗43 600 | ↗44 375 | ↗45 300 | ↘45 100 | →45 100 |
| 2008    | 2009    | 2010    | 2011    | 2012    | 2013    | 2014    | 2015    | 2016    | 2017    |
| ↘44 600 | ↘44 324 | ↘43 888 | ↘43 854 | ↘43 223 | ↘42 813 | ↘42 177 | ↘41 897 | ↘41 787 | ↘41 315 |
| 2018    | 2019    | 2020    | 2021    |         |         |         |         |         |         |
| ↘40 795 | ↘40 647 | ↘40 480 | ↘32 385 |         |         |         |         |         |         |

Население на 1 января 2019 года составляло: 40 647.
На 1 января 2025 года по численности населения город находился на 479-м месте из 1124 городов Российской Федерации.
Начиная с 2009 года по настоящее время идёт плавное уменьшение численности населения, что связано с превышением смертности над рождаемостью и миграционным оттоком.

## Экономика

### Промышленность
В городе наиболее развита торговля и пищевая промышленность, также в незначительном количестве представлены и другие отрасли.
Основные предприятия: металлозавод, мясокомбинат «Восход», маслосыркомбинат, рыбозавод, птицефабрика, элеватор, мебельная фабрика, предприятие по производству продуктов глубокой заморозки.
В 2011 году был запущен один из крупнейших в сибирском регионе деревообрабатывающих заводов — «Каменский лесодеревоперерабатывающий комбинат». Проектная мощность комбината была 1000 кубометров древесины в сутки. Объем переработки древесины на «Каменском ЛДК» составляет 220–240 тысяч м³ в год.

### Транспорт

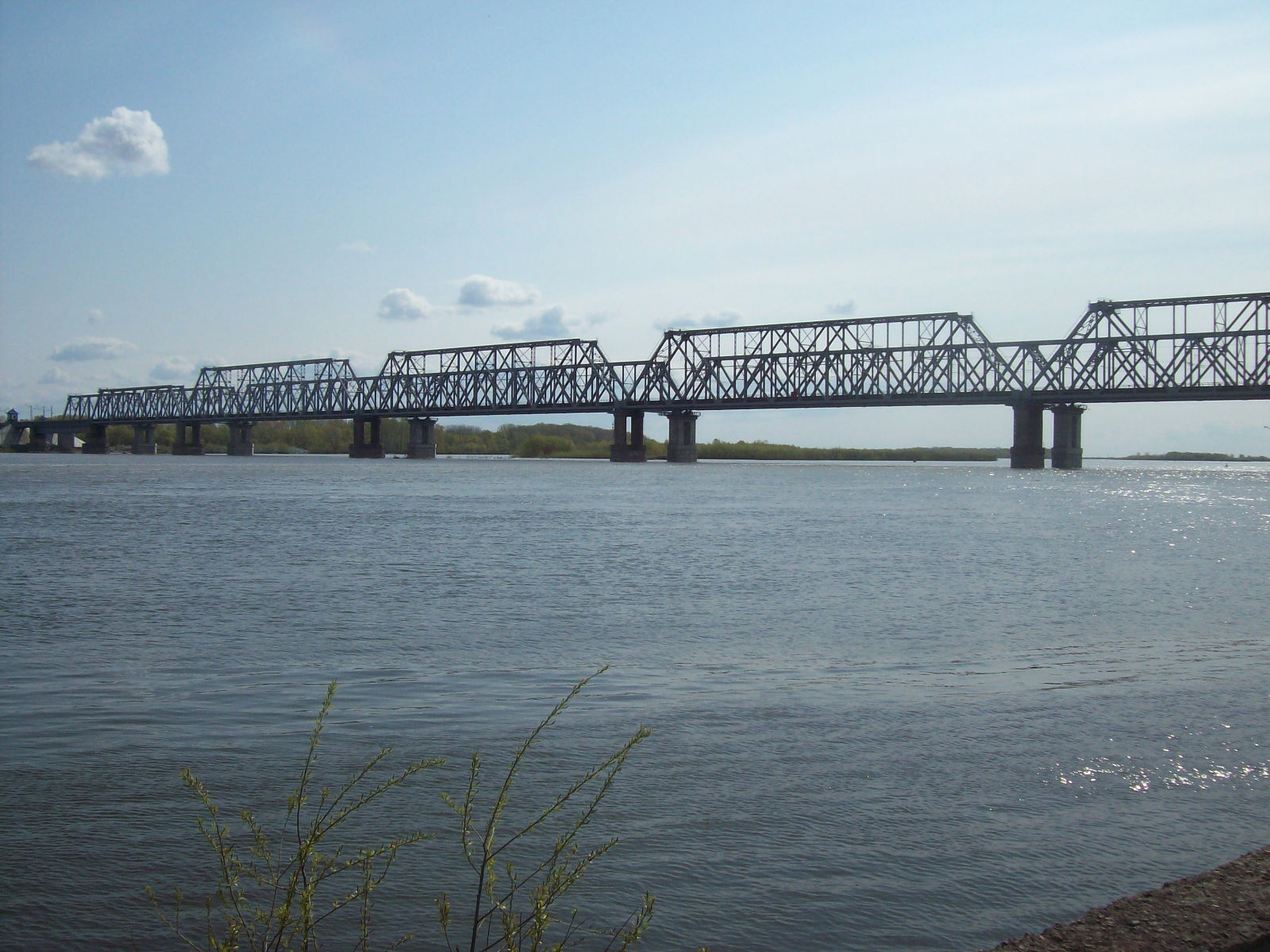
Железнодорожный мост через Обь

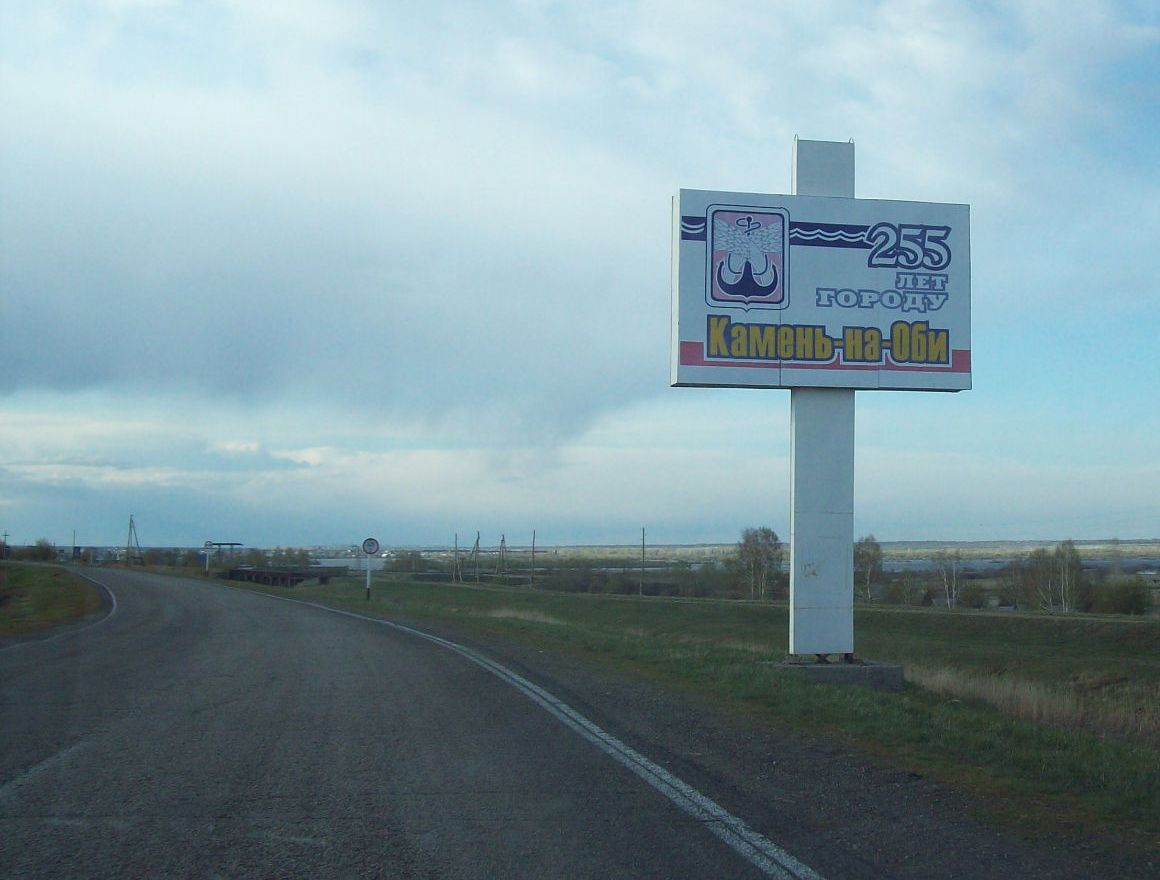
Автодорога Р-380 при въезде в город

В городе представлены железнодорожный, автомобильный и речной транспорт.
Через железнодорожную станцию Камень-на-Оби проходит Среднесибирская магистраль Западно-Сибирской ЖД. С вводом в эксплуатацию 25 сентября 2009 года второго мостового перехода через Обь, Среднесибирская магистраль стала главным грузовым ходом Западно-Сибирской ЖД. Через станцию Камень-на-Оби курсируют пассажирские поезда дальнего следования до Москвы, Омска, Рубцовска и пригородные поезда до Карасука, Барнаула и Плотинной.
Общественный автотранспорт представлен междугородными, пригородными и городскими автобусными перевозками. С каменского автовокзала отправляются рейсы в Новосибирск, Барнаул, Рубцовск, Славгород, Баево, Тюменцево, Завьялово и другие населённые пункты края. Пригородные пассажирские перевозки осуществляются в сёла Каменского и Крутихинского районов. Маршрутная сеть городского транспорта состоит из восьми автобусных маршрутов. Через город проходит автодорога регионального значения Р380 Новосибирск — Камень-на-Оби — Барнаул.
Речной транспорт представлен пассажирскими перевозками (2 пригородных маршрута) и грузовыми перевозками (транспортировка баржами песка, щебня и др.).
В 9 км западнее города находится военный аэродром. До середины 1990-х годов на аэродроме базировался 96-й учебный авиационный полк Барнаульского ВВАУЛ. В настоящее время аэродром находится на консервации. Принимает гражданские ВС (медицинская и сельхозавиация).
Основные автомобильные магистрали города:
- Барнаульский тракт (на Барнаул трасса Р380),
- ул. Каменская (на Новосибирск трасса Р380),
- Новоярковский тракт (на Баево, Завьялово),

а также внутригородские ул. Колесникова, ул. Пушкина, ул. Ленинградская, ул. Гоголя и др.
См. также Список улиц Камня-на-Оби

## Социальная сфера

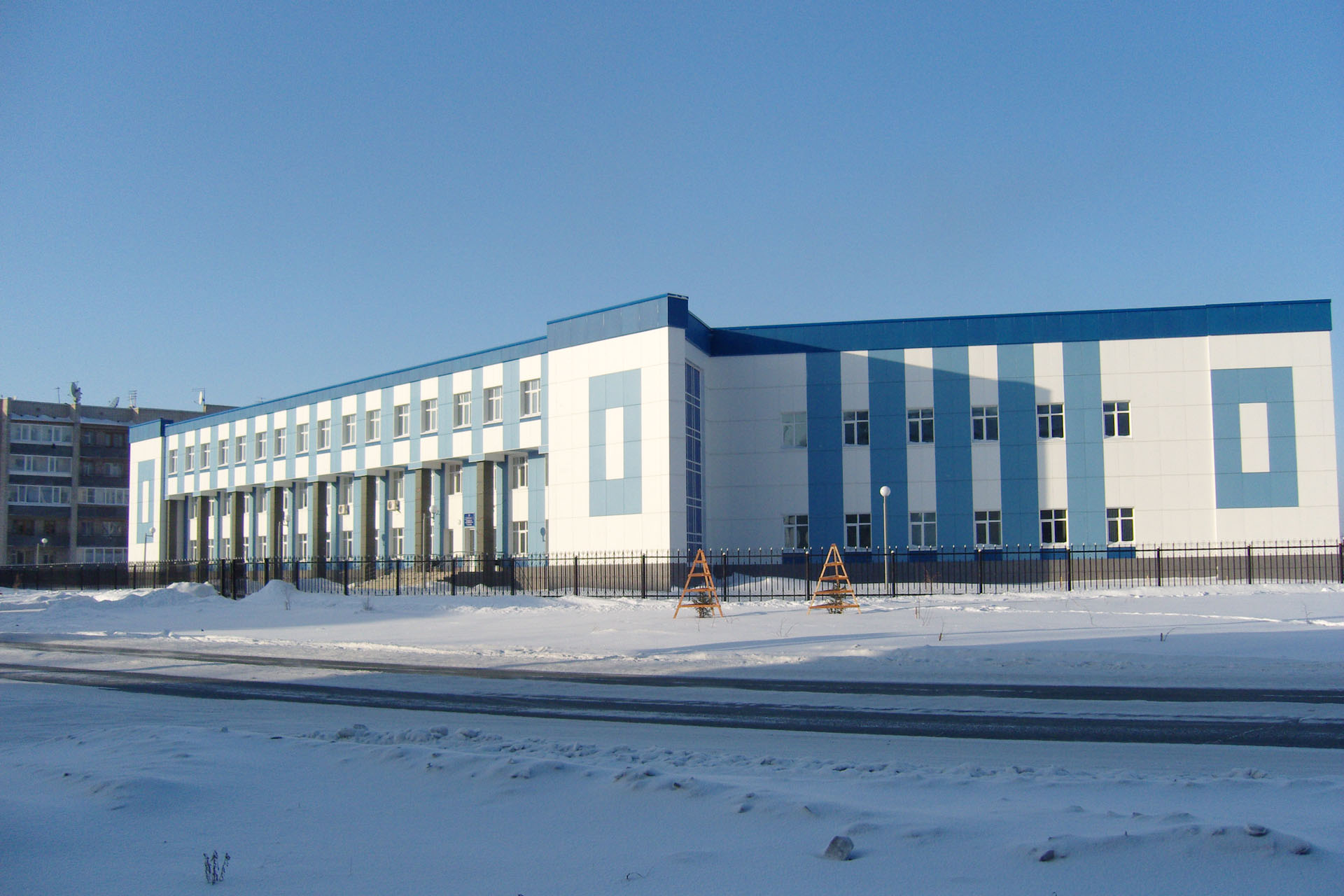
Новое здание Каменского медицинского колледжа

В городе представлены учреждения образования, здравоохранения и культуры, имеются отделения банков, в том числе и ПАО Сбербанк.

### Образование
Среди учреждений образования имеется 7 общеобразовательных школ (из них 2 лицея, 1 гимназия), среднее профессиональное учебное заведение, 3 средних специальных учебных заведения (Каменский педагогический колледж, Каменский медицинский колледж, Каменский аграрный техникум). Также имеются филиалы некоторых вузов Барнаула и Новосибирска. Есть учреждения дополнительного образования (3 музыкальные школы, спортивная школа, эколого-биологическая станция, станция юного техника, центр детского творчества и др.).

### Здравоохранение
Учреждения здравоохранения в городе представлены Каменской ЦРБ, Краевой психиатрической больницей № 2, поликлиниками, а также противотуберкулёзным диспансером. В городе работают несколько частных стоматологических кабинетов.

### Культура
В городе имеются городская библиотека и её филиалы, дома культуры, парк культуры и отдыха, краеведческий музей, который был создан в 1920 году.

## Средства массовой информации

### Цифровое эфирное телевидение
Все 20 каналов для мультиплекса РТРС-1 и РТРС-2; Пакет радиоканал, включает: «Вести FМ», «Радио Маяк», «Радио России / Алтайская ГТРК».
- Пакет телеканалов РТРС-1 (телевизионный канал 30, частота 546 МГц), включает: «Первый Канал», «Россия 1 / Алтайская ГТРК», «Матч-ТВ», «НТВ», «Пятый Канал», «Россия К», «Россия 24 / Алтайская ГТРК», «Карусель», «ОТР», «ТВЦ».
- Пакет телеканалов РТРС-2 (телевизионный канал 36, частота 594 МГц), включает: «РЕН ТВ», «СПАС», «СТС», «Домашний», «ТВ3», «Пятница!», «Звезда», «Мир», «ТНТ», «МУЗ-ТВ».

Цифровое эфирное телерадиовещание в формате DVB-T2 в Алтайском крае ведётся филиалом РТРС «Алтайский КРТПЦ».

### Радиовещание
- 100,6 FM — Heart FM
- 101,7 FM — Милицейская волна (Катунь FM)
- 103,9 FM — Дорожное радио
- 104,5 FM — Радио России / ГТРК «Алтай»

### Печатные издания
- Каменская народная газета
- Каменские известия
- Белый камень
- Лом

### Интернет-провайдеры
- FB-telecom
- ТТК
- Ростелеком

## Достопримечательности
Основные достопримечательности расположены на улице Ленина (бывшая Главная), которая протянулась параллельно реке Обь более чем на 3 км от Базарной площади (в настоящее время здесь расположен стадион «Спартак») и до портовых сооружений.
- В начале улицы на возвышенности находится Богоявленский храм (был освящен в 1902 году). Сооружение и обустройство каменной церкви на месте обветшалой деревянной было осуществлено за счёт пожертвований купцов Винокурова, Зорина, Пудовкина, Симонина и Чайгина. В основу храма был положен образцовый проект в русском стиле, с элементами древнерусской культовой архитектуры. В 1930-х годах кресты с храма были сняты, внутри расположился ликероводочный завод. Архивировано из оригинала 17 сентября 2013 года. В настоящее время мощности завода переведены в другое здание — здание храма реставрируется.
- В здании особняка купца А. С. Хомутова (ул. Ленина, 18), рядом с церковью до 2007 года находилось медицинское училище. Это двухэтажный кирпичный дом с подвалом. Фасад украшен орнаментом из белого кирпича. Здание выполнено в формах эклектики с использованием элементов классицизма. В связи с началом строительства в 2006 году второго мостового железнодорожного перехода через Обь училище переезжает в новое здание на ул. Пушкина.
- В доме № 49 по улице Ленина находится Каменский государственный краеведческий музей. Городской музей расположен в особняке в стиле неоклассицизма купцов Винокуровых («Винокуровский дом»). В 1942—1944 гг. в здании находился эвакуированный Воронежский сельскохозяйственный институт. С мая 2008 года Торговый дом «Винокуров и сыновья» охраняется государством как памятник архитектуры федерального значения[42].
- На углу улицы Ленина (№ 66) и Комсомольской красивый двухэтажный кирпичный дом купца Пудовкина с округлой угловой формой. В его архитектуре присутствуют элементы модерна начала века. На втором этаже витые кованые балконы, декоративные элементы. По адресу ул. Ленина, 78 находится главное здание усадьбы купца Зорина (ныне Управление Пенсионного фонда РФ по Камню-на-Оби и Каменскому району), также построенное в стиле эклектики начала XX века. Это также двухэтажное кирпичное здание кубической формы. На втором этаже центрального фасада красивый кованый балкон, окна оформлены орнаментом из белого кирпича.
- Из современных достопримечательностей можно отметить набережную, протянувшуюся вдоль берега реки от ул. Красноармейской до городского парка.

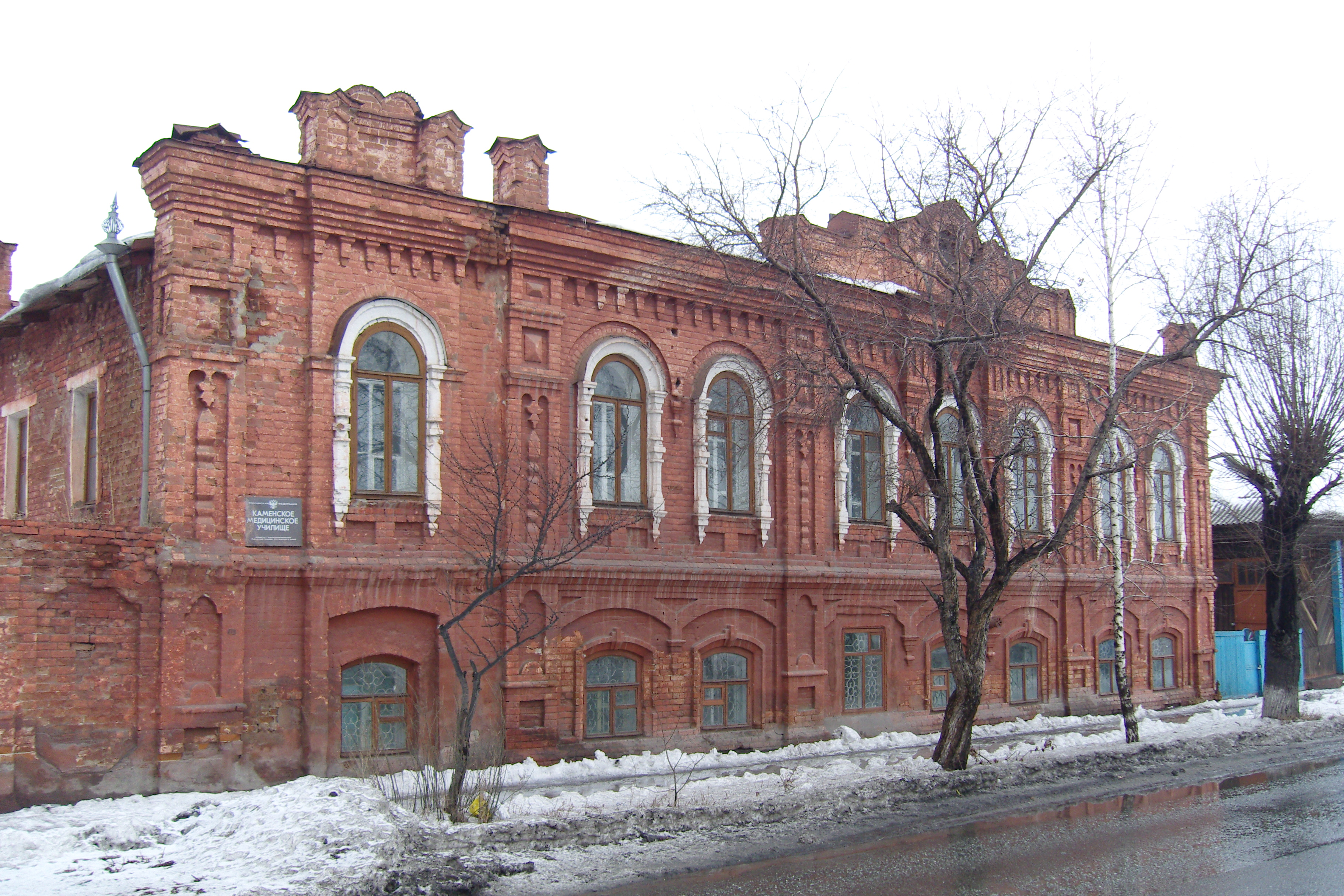
Особняк купца А. С. Хомутова (до 2007 г. в здании располагалось Каменское медицинское училище)
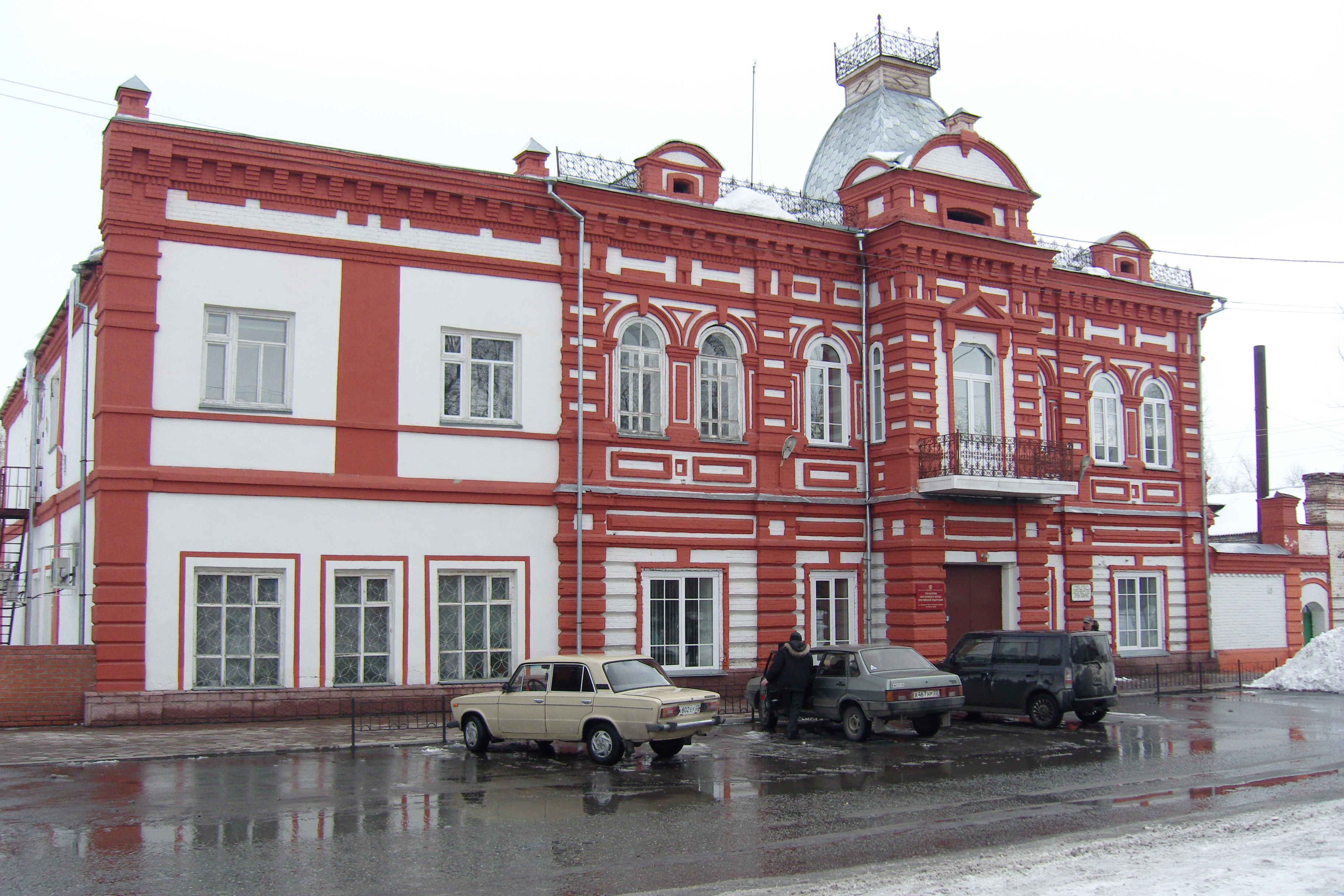
Главное здание усадьбы купца Зорина (ныне Управление Пенсионного фонда РФ по Камню-на-Оби и Каменскому району)
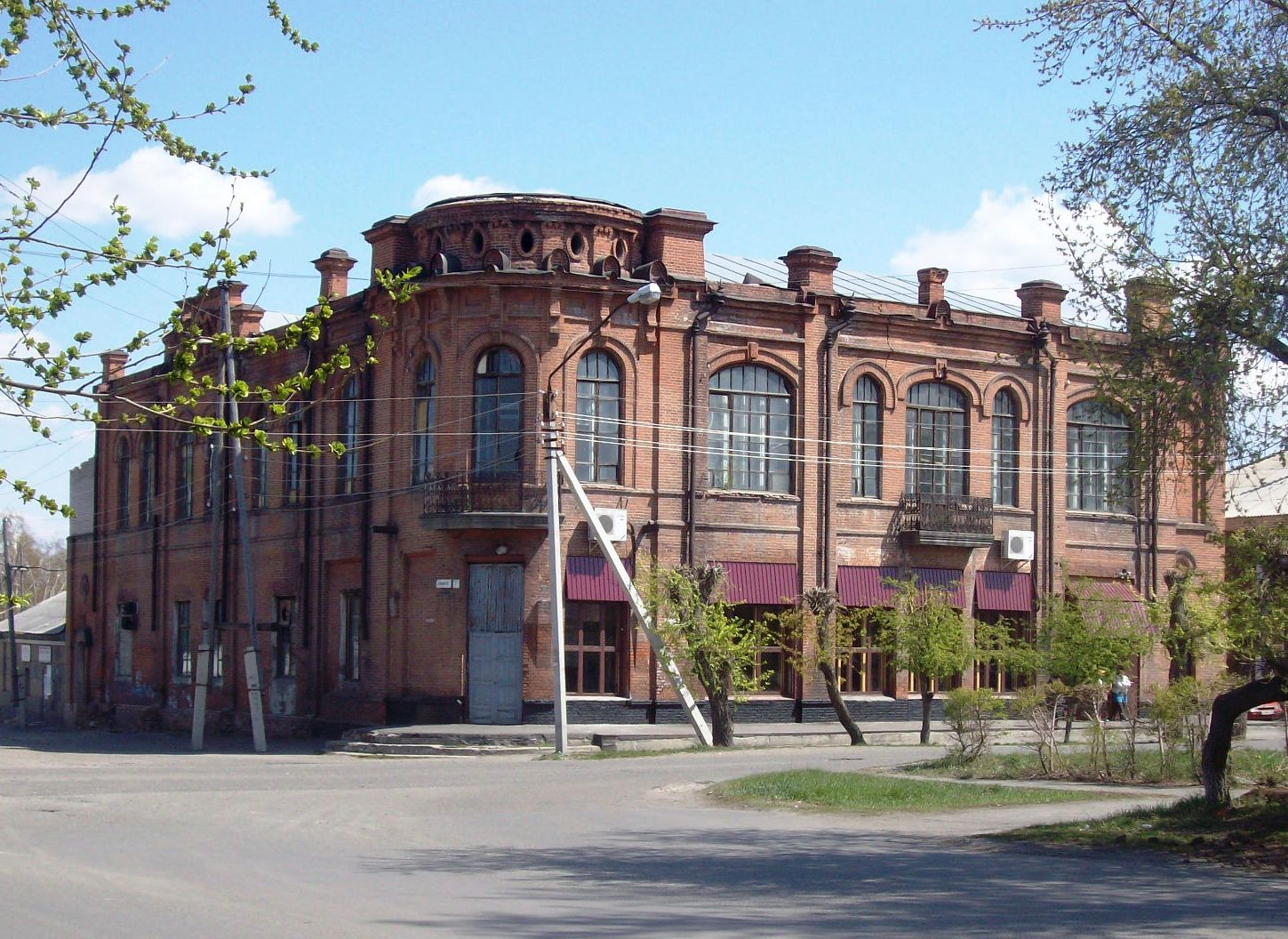
Дом купца Пудовкина (на 1-м этаже здания располагается кафе «Волна»)
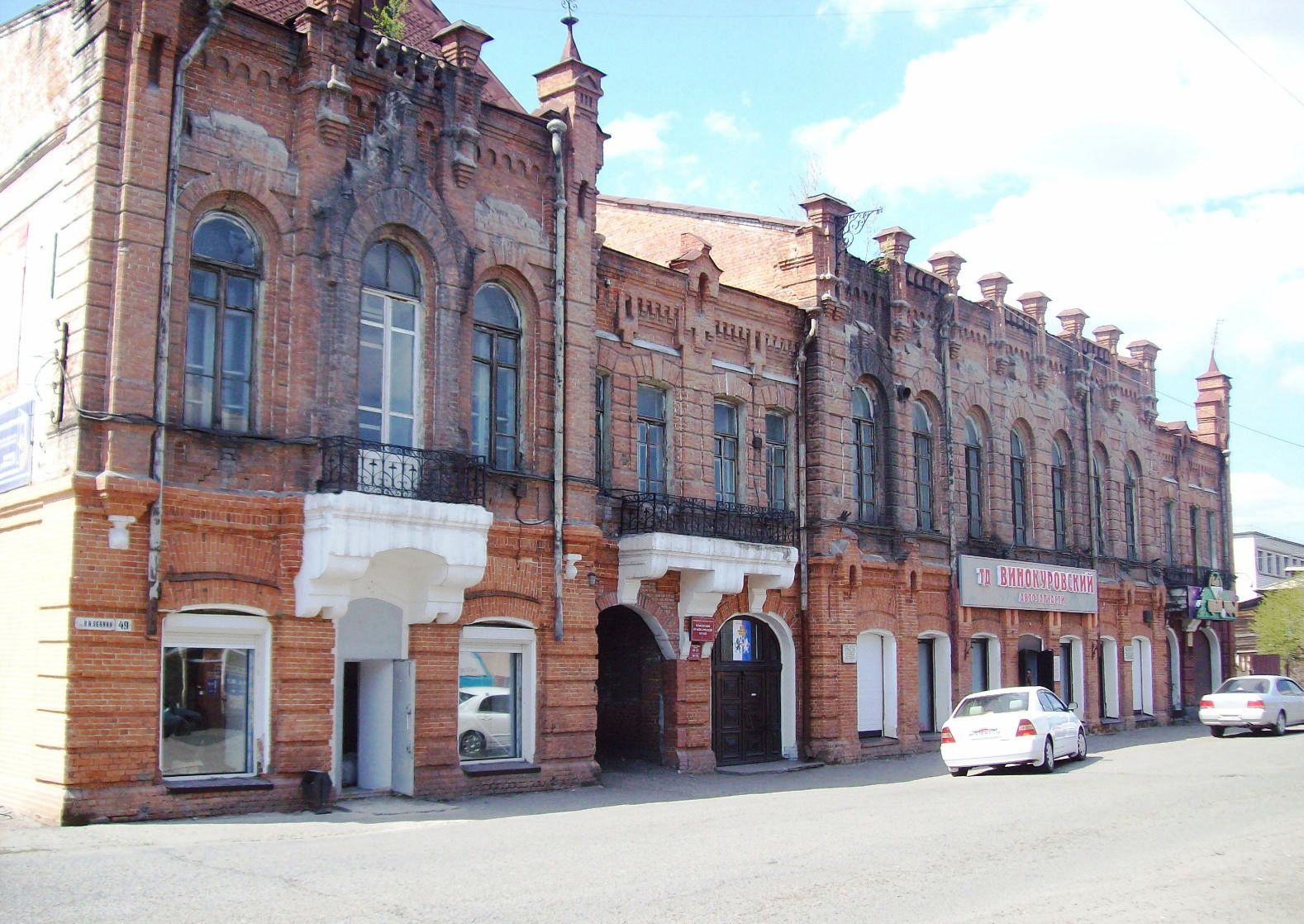
Особняк купцов Винокуровых (2-й этаж здания занимает Каменский краеведческий музей)

## Климат
В городе Камень-на-Оби умеренно-холодный климат. Большое количество осадков, даже в засушливые месяцы. По классификации климатов Кёппена — влажный континентальный климат (индекс Dfb) с равномерным увлажнением и тёплым летом.
Континентальный климат Камня-на-Оби определяется своеобразным географическим положением на юге Западной Сибири. Открытость воздействию одновременно со стороны Алтайских гор, Северного Ледовитого океана и полупустынных районов Средней Азии создаёт возможность поступления различных по свойствам воздушных масс, что способствует значительной контрастности погодных условий. Для Камня-на-Оби характерна морозная, умеренно-суровая и малоснежная зима и тёплое засушливое лето.
Самый холодный месяц года — январь (средняя температура −17 °C), самый тёплый — июль (+20 °C). Относительная влажность в холодный период года варьируется в пределах 71-89 %, а в тёплый период составляет около 58 %. Среднегодовое количество осадков составляет 381 мм.
| Показатель                                                     | Янв.  | Фев.  | Март  | Апр. | Май   | Июнь | Июль | Авг. | Сен. | Окт.  | Нояб. | Дек.  | Год   |
| -------------------------------------------------------------- | ----- | ----- | ----- | ---- | ----- | ---- | ---- | ---- | ---- | ----- | ----- | ----- | ----- |
| Абсолютный максимум, °C                                        | 4,5   | 4,9   | 14,8  | 32,5 | 36,6  | 38,3 | 39,3 | 37,5 | 35,6 | 26,2  | 15,0  | 4,6   | 39,3  |
| Средний суточный максимум, °C                                  | −12,3 | −10,8 | −3,1  | 8,4  | 18,6  | 24,4 | 26,3 | 23,3 | 17,6 | 7,1   | −3,5  | −10   | 7,4   |
| Средняя температура, °C                                        | −17   | −16,2 | −8,7  | 3,0  | 11,9  | 17,8 | 19,9 | 17,0 | 11,4 | 2,8   | −7,6  | −14,5 | 1,6   |
| Средний суточный минимум, °C                                   | −21,7 | −21,5 | −14,2 | −2,4 | 5,2   | 11,2 | 13,6 | 10,8 | 5,3  | −1,5  | −11,6 | −18,9 | −3    |
| Абсолютный минимум, °C                                         | −52,5 | −46,8 | −40,1 | −30  | −10,5 | −2,6 | 2,3  | −1,5 | −8,5 | −23,9 | −45,2 | −46,6 | −52,5 |
| Норма осадков, мм                                              | 20    | 16    | 15    | 22   | 35    | 43   | 59   | 50   | 31   | 38    | 31    | 21    | 381   |
| Источник: Средние температуры, Абсолютные минимумы и максимумы |       |       |       |      |       |      |      |      |      |       |       |       |       |

## Известные уроженцы
- Кучинёв, Борис Николаевич  (1934 — 2013) — российский певец (баритон), заслуженный артист РСФСР.
- Перминов, Александр Романович  (1901 — 1970) — советский военачальник, генерал-майор авиации. Офицер ордена «Легион почёта» (США — 24.06.1944)
- Пырьев, Иван Александрович (4 (17) ноября 1901 — 7 февраля 1968) — советский кинорежиссёр, сценарист, актёр, педагог, общественный деятель, народный артист СССР (1948), лауреат шести Сталинских премий (1941, 1942, 1943, 1946, 1948, 1951). Кавалер трёх орденов Ленина (1937, 1938,1939)